# 阿基米德公理

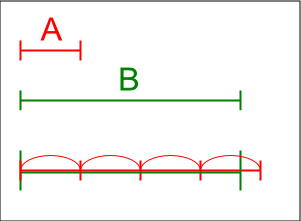
阿基米德公理的示意圖

在抽象代数和分析学中，以古希腊数学家阿基米德命名的公理，是一些赋范的群、域和代数结构具有的一个性质，可表述如下：
對於任何正實數 {\displaystyle a} 及 {\displaystyle b}，即使 {\displaystyle a} 多麼小，或是 {\displaystyle b} 多麼大，也必定存在自然數 {\displaystyle n}，使得 {\displaystyle an>b}。
這公理的粗略意義是，數字系統不存在具有无穷大或无穷小性質的元素。
这个概念源于古希腊对量的理论。由于它出现在阿基米德的《论球体和圆柱体》的公理五，1883年，奧地利數學家奥托·施托尔茨赋予它这个名字。
在現代實分析中，這性質不是一個公理，而是退卻為實數具完備性的結果。基於這理由，常以性質的叫法取而代之。
此性質在现代数学中，仍然起着重要的作用，例如有關有序群、有序域和局部域的理论，以及大卫·希尔伯特的几何公理系統。

## 形式敘述以及證明

### 解釋
簡單地說，阿基米德性質可以認為以下二句敘述的任一句：
1. 給出任何數，你總能夠挑選出一個整數大過原來的數。
2. 給出任何正數，你總能夠挑選出一個整數其倒數小過原來的數。

這等價于說，對於任何正實數{\displaystyle a}、{\displaystyle b}，如果{\displaystyle a<b}，則存在自然數{\displaystyle n}，有
{\displaystyle \underbrace {a+\cdots +a} _{n{\text{ terms}}}>b}

### 与實數的完備性的关系
實數的完備性蘊含了阿基米德性質，證明利用了反證法：
假設對所有{\displaystyle n}，{\displaystyle na<b}（注意{\displaystyle na}表示{\displaystyle n}个{\displaystyle a}相加），令{\displaystyle S=\{na|n=1,2,3,...\}}，則{\displaystyle b}爲{\displaystyle S}的上界（{\displaystyle S}上方有界，依實數完備性，必存在最小上界，令其為{\displaystyle \alpha }），於是{\displaystyle \forall n=1,2,3,...}有
{\displaystyle na<\alpha \Rightarrow (n+1)a<\alpha \Rightarrow na<\alpha -a}
得出{\displaystyle \alpha -a}也是{\displaystyle S}的一個上界，這與{\displaystyle \alpha }是最小上界矛盾。這樣就由實數的完備性推出了阿基米德性質，但阿基米德性質推不出實數的完備性，因為有理數滿足阿基米德性質，但並不是完備的。

## 參看
1. ↑  Weisstein, Eric W. (编). . at MathWorld--A Wolfram Web Resource. Wolfram Research, Inc.  [2016-01-05]. （原始内容存档于2021-04-29） （英语）.